# Isabelle Ebhodaghe
Isabelle Ebhodaghe, née le 16 janvier 1979 à Kwale (Nigeria), est une joueuse de football belge.

## Biographie
Elle joue actuellement au DV Tongres après avoir passé plus de dix ans au DVC Eva's Tirlemont. Avec le club tirlemontois, elle a réalisé le triplé Championnat-Coupe-Super Coupe en 2008. Auparavant, elle a joué, entre 1997 et 2006, au Standard de Liège, club avec lequel elle a gagné la Coupe de Belgique. Elle a aussi joué au SC Haneffe, à Antheit et au DV Borgloon.
Le 15 octobre 2013, elle est devenue mère, son fils se prénomme Tiago.

## Palmarès
- Championne de Belgique (1) : 2008
- Championne de Belgique D1 (3) : 2013 - 2014 - 2015
- Vainqueur de la Coupe de Belgique (2) : 2006 - 2008
- Vainqueur de la Super Coupe de Belgique (1): 2008
- Triplé Championnat-Coupe-Super Coupe (1): 2008

### Bilan
- 7 titres

## Distinctions individuelles
- Meilleure buteuse du Championnat: 2008 (34 buts) - 2009 (22 buts)
- Meilleure buteuse du Championnat de Belgique D1: 2013 (29 buts)